# Rafaela (telenovela de 2011)
Rafaela es una telenovela de drama médico mexicana producida por Nathalie Lartilleux para Televisa en el año 2011. Es versión de la telenovela venezolana Rafaela de 1977. 
Protagonizada por Scarlet Ortiz y Jorge Poza; y con las participaciones antagónicas de Chantal Andere y la primera actriz Diana Bracho. Cuenta además con las actuaciones estelares de los primeros actores Patricia Reyes Spíndola y Rogelio Guerra.

## Sinopsis
Rafaela Martínez es una hermosa y joven doctora que va a realizar su especialidad al hospital que dirige el doctor Rafael Antúnez el padre que la abandonó desde muy pequeña. Morelia, esposa de Antúnez, decide deshacerse de la joven, pues considera la situación humillante.
Rafaela ha decidido salir adelante, amargada por la miseria en la que vive con su madre Caridad y sus cinco hermanos de diferentes padres: Rosalba, Chucho, Belén, Luli y Goyito.
En el hospital, ella atrae a José María, un médico brillante, machista y donjuán. Pero el choque de sus personalidades es inmediato, su rivalidad se convertirá en atracción. Sin embargo, Rafaela no está dispuesta a entablar una relación con José María, quien es amante de una mujer casada llamada Ileana y cuya relación le traerá muchos problemas.
Después de una semana de vacaciones y hasta que aparezca la esposa de José María, Mireya, quien lo mantiene atado a ella por un grave secreto que le conoce, ellos vivirán un amor a plenitud.
Rafaela se decepcionará de su amado y su futuro pintará como lo que ella ha odiado siempre, ahora que se ha quedado sola. José María deberá luchar incansables batallas y cuando se den cuenta de que son el uno para el otro, deberán cuidar y proteger su amor de los obstáculos, cada vez más insorteables que aparezcan entre ellos, así como aprender de él para lograr su felicidad.

## Elenco
- Scarlet Ortiz - Rafaela Martínez / Rafaela De la Vega Martínez
- Jorge Poza - José María Báez
- Chantal Andere - Mireya Vival de Báez
- Diana Bracho - Morelia Echaverría de De la Vega
- Rogelio Guerra - Rafael De la Vega
- Patricia Reyes Spíndola - Caridad Martínez
- Manuel "El Loco" Valdés - Braulio
- Tiaré Scanda - Rosalba Martínez
- Arturo Carmona - Víctor Acuña
- Arleth Terán - Ileana Contreras
- Rubén Zamora - Ángel Grajales
- Sheyla - Amanda
- Ilean Almaguer - Alicia De la Vega Echaverría
- Juan Carlos Flores - Chucho Martínez
- Arlette Pacheco - Amelia
- Isadora González - Elizabeth Jacome
- Jan - René Echevarría
- Manuela Imaz - Arely Herrera
- Juan Ángel Esparza - Carlos Luis Fernández
- Fernando Noriega - Pedro Cisneros
- Eduardo Rivera - Alfredo Contreras
- Nicolás Mena - Raúl Herrera
- Katherine Kellerman - Delia
- Silvia Ramírez - Camila Rojas
- Isabel Martínez "La Tarabilla" - Rosario
- Michelle Ramaglia - Felipa
- Rosángela Balbó - Sara
- Teo Tapia - Ernesto
- Jorge Alberto Bolaños - Porfirio
- Mario Sauret - Cosme
- Gabriel de Cervantes - Ezequiel
- Evelyn Cedeño - Belén Martínez
- Saraí Meza - Luli Martínez
- Emmanuel Chikoto - Goyito Martínez
- Lourdes Canale - Doña Rocío
- Silvia Suárez - Suzette
- Sergio Jurado - Bruno
- Oscar Ferreti - Canito
- Hugo Macías Macotela - Lino
- Geraldine Galván - Lupita
- Fernanda Ruiz - Refugio
- Arturo Laphan - Enrique
- Harding Junior - El Negro
- Mayahuel del Monte - Ninón
- Antonio Zamudio - Cienfuegos
- Oswaldo Zárate - El Flaco
- Marina Marín - Flor
- Maricruz Nájera - Constanza
- Ana Isabel Corral - Genoveva
- Rafael del Villar - Fernando
- Aurora Clavel - Refugio
- Sofía Tejeda - Isabel
- Javier Ruán - Chamula
- Yulyenette Anaya - Romana
- Benjamín Rivero - Fabián
- María Sandoval - Berta
- Roberto Romano - Roger
- María Dolores Oliva
- Jean Safont
- Mariana Marmolejo

## Versiones
- Rafaela, telenovela realizada en Venezuela por el canal venezolano Venevisión en 1977. Original de Delia Fiallo, fue protagonizada por Chelo Rodríguez y Arnaldo André.
- Roberta, telenovela realizada en Venezuela por RCTV en el año 1987. Fue protagonizada por Tatiana Capote y Henry Zakka.
- Alejandra, telenovela realizada en Venezuela, por RCTV en el año 1994. Fue protagonizada por María Conchita Alonso y el argentino Jorge Schubert.

## Premios y nominaciones

### Premios TVyNovelas 2012
| Categoría               | Persona                 | Resultado |
| ----------------------- | ----------------------- | --------- |
| Mejor actriz antagónica | Chantal Andere          | Nominada  |
| Mejor primera actriz    | Patricia Reyes Spindola | Nominada  |
| Mejor primer actor      | Rogelio Guerra          | Nominado  |